# Per sempre Alfredo
Per sempre Alfredo ist ein 2021 erstmals ausgetragenes italienisches Straßenradrennen.
Benannt ist das Rennen nach Alfredo Martini, der im Zielort Sesto Fiorentino wohnhaft war und 2021 seinen 100. Geburtstag gefeiert hätte. Das Eintagesrennen findet Ende März in der Toskana in der Umgebung von Florenz statt. Der Start befand sich bei der ersten Austragung in Florenz, das Ziel im Vorort Sesto Fiorentino. Diese erste Ausgabe wurde von Matteo Moschetti gewonnen. Das Rennen wird durch die Gruppo Sportivo Emilia organisiert, die bereits die Settimana Internazionale di Coppi e Bartali, Giro dell’Emilia und die Trofeo Laigueglia veranstaltete und im Jahr 2021 neben der Settimana Ciclistica Italiana Per sempre Alfredo als Rennen der UCI-Kategorie 1.1. in den Kalender der UCI Europe Tour aufnehmen ließ.

## Palmarès
| Jahr | Sieger           | Zweiter      | Dritter          |
| ---- | ---------------- | ------------ | ---------------- |
| 2021 | Matteo Moschetti | Mikel Aristi | Samuele Zambelli |
| 2022 | Marc Hirschi     | Dion Smith   | Rémy Mertz       |
| 2023 | Felix Engelhardt | Mark Stewart | Anders Foldager  |